# 細木郁代
細木 郁代（ほそき いくよ、1941年〈昭和16年〉5月 - ）は、日本の源氏物語研究者。福岡県北九州市小倉生まれ。福岡学芸大学附属小倉小学校、小林聖心女子学院中学校・高等学校卒業。1964年聖心女子大学文学部卒業。1971年より計7年間を、イギリス・ロンドン、ドイツ・デュッセルドルフ、セルビア・ベオグラードで過ごす。1992年より市民講座（東京都杉並区、神奈川県鎌倉市腰越など）の講師を務める。

## 著書
- 『源氏物語遥望』私家版、1989
- 『源氏物語花摘』近代文芸社、1996
- 『源氏物語新花摘』近代文芸社、1998
- 『源氏物語花摘完』近代文芸社、2000
- 『源氏幻想王朝の影絵』書肆フローラ、2003
- 『源氏物語「みやびの世界」序章』書肆フローラ、2007
- 『源氏物語花蔭 勧修寺家の人々』書肆フローラ、2010
- 『源氏物語「女はらから」論』武蔵野書院、2013

## 参考
- ISBN 978-4-8386-0447-0